# Protestantyzm w Korei Południowej

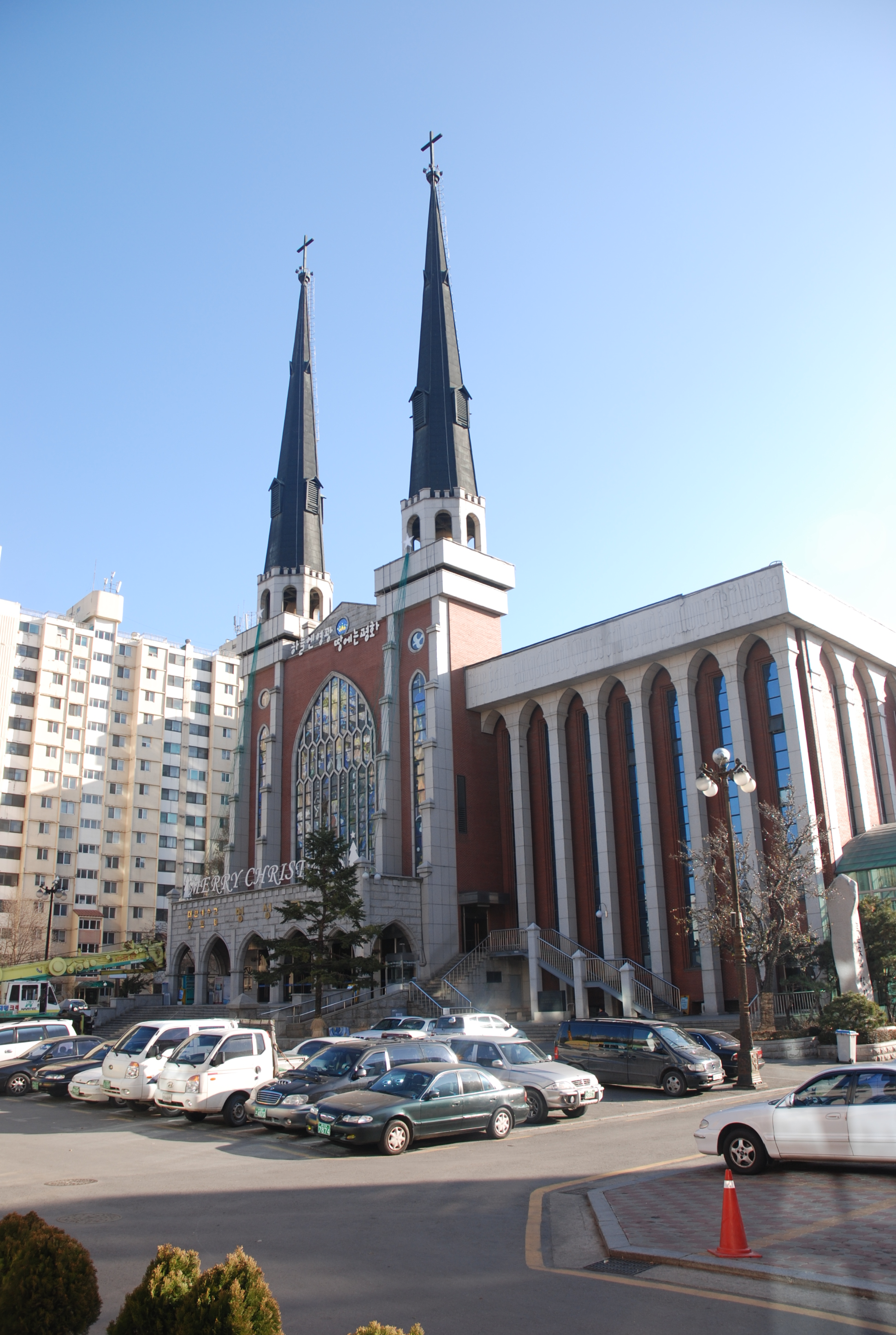
Prezbiteriański kościół Myungsung w Seulu

Protestantyzm w Korei Południowej jest obecny od lat 80. XIX wieku. Według Spisu Powszechnego w 2015 roku protestanci stanowią największą grupę religijną, wyprzedzając buddystów i katolików. Do protestantyzmu przyznaje się blisko 10 milionów i 20% mieszkańców Korei Południowej. 
Podobnie jak w innych krajach, protestantyzm w Korei Południowej jest rozdrobniony na mniejsze odłamy. Największy nurt stanowią, różne kościoły tradycji kalwinistycznej. Inne większe wyznania to: metodyści (3,3%), zielonoświątkowcy (2,7%), kościoły uświęceniowe (2,7%), baptyści (2%)  i adwentyści dnia siódmego (0,5%).

## Historia

### Początki
Część Koreańczyków mieszkających w północno-wschodnich Chinach i Japonii przyjęła protestantyzm na początku lat osiemdziesiątych XIX w. Wydarzenie to uznaje się za początek koreańskiego protestantyzmu. To koreańscy wierni przyczynili się do powstania Kościoła koreańskiego przed przybyciem europejskich misjonarzy i jako pierwsi przetłumaczyli Biblię z chińskiego na koreański.
W 1885 roku do Korei przybył pierwszy misjonarz protestancki Horace Newton Allen, Amerykanin należący do Holenderskiego Kościoła Reformowanego. Niedługo potem przybyli pierwsi misjonarze metodystów. W 1901 r. założono w Pjongjang seminarium, będące dla Kościoła ośrodkiem studiów teologicznych nad kalwinizmem i centrum, z którego rozpowszechniano myśl reformowaną.
Ponieważ misjonarze działali w okresie wielkich przemian w Joseon (historyczna nazwa Korei), ich działalność ewangelizacyjna wywarła wpływ na wielu koreańskich intelektualistów, skłaniając ich do przyjęcia protestantyzmu. Doktrynę misjonarzy można określić jako konserwatywny kalwinizm. W przypadku Korei kalwinizm dotarł do kraju jeszcze zanim przełożono i upowszechniono pisma Kalwina.

### 1907-1945
W 1910 roku w kraju było już ponad 150 tysięcy protestantów. W 1932 roku amerykański misjonarz, który uczestniczył w przebudzeniu na Azusa Street, w Los Angeles, wraz z Huh Heongiem (sekretarz Armii Zbawienia) ustanawiają pierwsze zgromadzenie zielonoświątkowe w Seulu.
Chrześcijaństwo koreańskie, a w szczególności kalwinizm, przyczyniło się do emancypacji kobiet oraz zniesienia podziałów społecznych. W czasie zajęcia kraju i japońskiej okupacji, Japończycy prześladowali rozwijający się Kościół protestancki, który zakładał szkoły, dbając o podtrzymanie świadomości narodowej.

### 1945-obecnie
Kapelan Armii Zbawienia zaprasza do Korei misjonarzy Zborów Bożych, którzy w 1953 roku zakładają osiem kościołów. 
W 1958 roku duchowni Zborów Bożych Cho Yonggi (później "Dawid") i Choi Jashil rozpoczęli kościół namiotowy, obecnie znany jako Kościół Pełnej Ewangelii Yoido. W 1988 roku Kościół Yoido staje się największym megakościołem na świecie, z ponad 500 tysięcy członków. W 1991 roku Koreańskie Zbory Boże podzieliły się na cztery denominacje. Do roku 2000, dziewięć z piętnastu największych mega-kościołów w Korei Południowej były charyzmatyczne lub zielonoświątkowe.
W badaniach Instytutu Gallupa w latach 1980 i 1990 okazało się, że wyznania protestanckie mają większy odsetek młodych, miejskich, wykształconych i żeńskich członków kościoła niż inne koreańskie grupy religijne.